# Municipio de Oriska
El municipio de Oriska (en inglés: Oriska Township) es un municipio ubicado en el condado de Barnes en el estado estadounidense de Dakota del Norte. En el año 2010 tenía una población de 65 habitantes y una densidad poblacional de 0,71 personas por km².

## Geografía
El municipio de Oriska se encuentra ubicado en las coordenadas 46°56′7″N 97°45′10″O / 46.93528, -97.75278. Según la Oficina del Censo de los Estados Unidos, el municipio tiene una superficie total de 91.09 km², de la cual 90,86 km² corresponden a tierra firme y (0,25 %) 0,23 km² es agua.

## Demografía
Según el censo de 2010, había 65 personas residiendo en el municipio de Oriska. La densidad de población era de 0,71 hab./km². De los 65 habitantes, el municipio de Oriska estaba compuesto por el 100 % blancos. Del total de la población el 0 % eran hispanos o latinos de cualquier raza.